# ノイズ【noise】
『ノイズ【noise】』は筒井哲也による日本の漫画作品。『グランドジャンプ』にて2018年1月号から2020年4月号まで連載された。全3巻。
架空の町・猪狩町を舞台に、誤って殺人を犯してしまった3人の男たちや、その一件を巡って揺れ動く島民たちの姿を描く。

## あらすじ
愛知県のどこかにある猪狩町は近年、泉圭太が作成した特産品の「黒イチジク」で脚光を集めた事で、地域に活気が出始めていた。幼なじみであり、猟師の田辺純と共にイチジク生産の作業を行っている農場へ、求人の広告を見てやってきたという「鈴木睦雄」という男が現れる。
会話の中で不信感を感じた二人は一旦、鈴木睦雄にひきとってもらう。調べてみると、彼は昔ストーカー殺人で逮捕服役していた「小御坂睦雄」であることを突き止める。
着任したての巡査・守屋真一郎へ話をしに行くと、鈴木睦雄が出頭要請を無視しているという情報が入る。さらに圭太の家を訪れていた圭太の妻子を物陰からじっと眺めていたことを見つけていた事もあり、妻子を避難させた後、睦雄の逮捕へ向かう。
だが、睦雄を問いつめている最中にナイフを取り出そうとした事に気づいた圭太が、誤って殺害してしまう。
正当防衛にはなるが、人を殺害した事によって町の発展が閉ざされる事、守屋は先任の巡査部長・岡崎から「時に忖度することも必要」と聞いていた事も相まって、３人で睦雄殺害の隠蔽を決意する。

## 登場人物
泉 圭太（いずみ けいた）
猪狩町でイチジクを生産している青年。34歳。
田辺 純（たなべ じゅん）
圭太の幼なじみ。農園手伝い兼猟師。32歳。
守屋 真一郎（もりや しんいちろう）
城北警察署巡査。猪狩町の駐在警察官。25歳。圭太と純の殺人に加担してしまい、自殺を図る。
鈴木 睦雄（すずき むつお）/小御坂 睦雄（こみさか むつお）
旧姓・小御坂。14年前の女子大生ストーカー殺人で服役していた受刑者。仮釈放中に圭太達に殺されてしまう。
泉 加奈（いずみ かな）
圭太の妻。32歳。圭太とともにイチジクを生産している。睦雄に狙われていた。
泉 恵理奈（いずみ えりな）
圭太と加奈の娘。8歳。
畠山 努（はたけやま つとむ）
圭太たちを追いつめてゆく愛知県警刑事部捜査第一課の刑事。56歳。過去に苦い記憶を持つ。
鈴木 賢治（すずき けんじ）
元警察官。72歳。ボランティアで保護司の活動をしている。
鈴木 景子（すずき けいこ）
主婦。42歳。賢治の娘。
青木 重考（あおき しげたか）
愛知県警刑事部捜査第一課所属。42歳。畠山の部下。
庄司 義昭（しょうじ よしあき）
猪狩町町会会議助役。59歳。
横田 庄吉（よこた しょうきち）
猪狩町の稲作農家。92歳。
岡崎 正（おかざき ただし）
城北警察署巡査部長。48歳。元猪狩町の駐在警察官。
酒井 華江（さかい はなえ）
農林水産省地方創生局局長。45歳。

## 用語
猪狩町（いのかりちょう）
名古屋から車で約2時間にある豊かな田園風景が広がるのどかな町。

## 書誌情報
- 筒井哲也『ノイズ【noise】』、ヤングジャンプ・コミックス GJ（集英社）刊、全3巻
  1. 2018年5月18日発売、ISBN 978-4-08-891010-9
  2. 2019年3月19日発売、ISBN 978-4-08-891104-5
  3. 2020年3月19日発売、ISBN 978-4-08-891410-7

## 映画
『ノイズ』のタイトルで実写映画化され、2022年1月28日に公開。監督は廣木隆一、主演は藤原竜也と松山ケンイチ。なお、舞台が原作の町から架空の離島・猪狩島に変更されている。

### あらすじ（映画版）
愛知県の小島で暮らす圭太(藤原達也)は、黒イジチクの栽培に成功し、島起こしの中心人物となった。そんな時、圭太の幼い娘が姿を消した。不審人物の小御坂が、娘を拉致したと思い込んだ圭太は、小御坂を突き飛ばし、意図せず殺してしまった。今ここで殺人事件など起こせば、島の再出発が頓挫する。圭太は、その場に居合わせた幼馴染の純(松山ケンイチ)や島の駐在の真一郎と共に、事件の隠ぺいを図り始めた。

### キャスト
- 泉圭太：藤原竜也[5]（中学生時代：光山叶倭）
- 田辺純：松山ケンイチ[5]（中学生時代：山田日向）
- 守屋真一郎：神木隆之介[6]
- 泉加奈：黒木華[7]（中学生時代：丸山真亜弥）
- 青木千尋：伊藤歩[8]
- 小御坂睦雄：渡辺大知[9]
- 横田昭一：酒向芳[8]
- 横田洋子：菜葉菜
- 野毛二郎：迫田孝也[8]
- 守屋仁美：鶴田真由[8]
- 酒井義昭：波岡一喜[8]
- 岡崎正：寺島進[8]
- 庄司華江：余貴美子[8]
- 横田庄吉：柄本明[8]
- 畠山努：永瀬正敏[7]
- 山下伸介：大石吾朗
- 鈴木賢治：諏訪太朗
- 泉恵里奈：飯島莉央

### スタッフ
- 原作：筒井哲也『ノイズ【noise】』（集英社 ヤングジャンプ コミックス GJ刊）
- 監督：廣木隆一
- 脚本：片岡翔
- 音楽：大友良英
- 企画・プロデューサー：北島直明
- 製作：沢桂一、堀義貴、池田宏之、菊川雄士、藤本鈴子、森田圭、弓矢政法、松橋真三、田中祐介
- エグゼクティブプロデューサー：伊藤響
- プロデューサー：里吉優也
- ラインプロデューサー：榊田茂樹
- 撮影：鍋島淳裕（J.S.C.）
- 照明：かげつよし
- 美術：丸尾和行
- 録音：深田晃
- 装飾：吉村昌悟
- 編集：野本稔
- VFXプロデューサー：赤羽智史
- スタイリスト：浜井貴子
- ヘアメイク：永江三千子
- スクリプター：沖宏美
- キャスティング：緒方慶子
- 助監督：吉村昌晃
- 制作担当：小沼秀剛、宮下直也
- 配給：ワーナー・ブラザース映画
- 制作プロダクション：クレデウス
- 製作幹事：日本テレビ放送網
- 製作：映画「ノイズ」製作委員会（日本テレビ放送網、ホリプロ、ワーナー・ブラザース映画、読売テレビ放送、バップ、KDDI、ジェイアール東日本企画、クレデウス、GYAO、札幌テレビ放送、宮城テレビ放送、静岡第一テレビ、中京テレビ放送、広島テレビ放送、福岡放送）

### 評価
キネマ旬報社が運営するKINENOTEの「キネ旬Review」では、映画ジャーナリストの宇野維正は「まるでオリジナル作品のように繊細で抑制の効いた演出手腕を披露している」と評し、ライターの北川れい子は「藤原竜也と松山ケンイチの役を入れ替えてほしかったような気もするが、成り行きの裏に仕掛けがあり、騙される」とコメントし、ライターの千浦僚は「いまの日本というものを指しているつくりだしそういう狙いだが、そう見て取ることにも、観ること、語ることの高揚はなくて難しい」と評した。